# Sudbury Town (métro de Londres)
Sudbury Town (en anglais : Sudbury Town tube station ou Sudbury Town Park Underground Station), est une station de la ligne Piccadilly du métro de Londres, en zone 4 Travelcard. Elle est située sur la Station Approach, à Sudbury, sur le territoire du borough londonien de Brent, dans le Grand Londres.

## Situation sur le réseau
La station Sudbury Town, de la branche Uxbridge, de la ligne Piccadilly du métro de Londres est située entre la station Sudbury Hill, en direction du terminus Uxbridge et la station Alperton en direction du terminus Cockfosters. Elle dispose des deux voies de la ligne encadrées par deux quais latéraux numérotés 1 et 2.

Plans : de la Piccadilly line, du métro et des transports à Londres
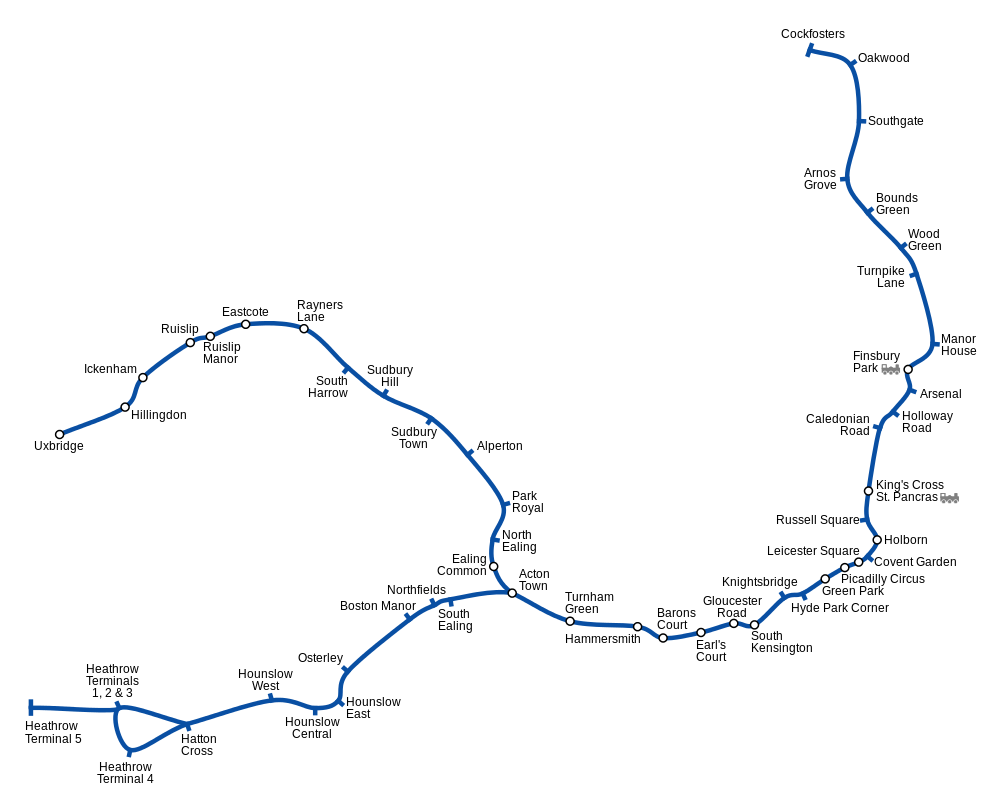
Piccadilly Line.
Plan du métro.
Réseaux de Londres.

## Histoire
La station Sudbury Town est mise en service le 28 juin 1903.
Son bâtiment d'origine est démoli en 1930-1931 et remplacé par un nouvel édifice suivant les plans de l'architecte Monument classé de Grade II* dans le Grand Londres dans un style moderne Européen, avec l'utilisation en association de la brique, du béton armé et du verre.

## Services aux voyageurs

### Accès et accueil
L'accès principal de la station est situé sur la Station Approach, à Sudbury.

### Desserte
Sudbury Town est desservie par les rames de la branche Uxbridge ligne Piccadilly du métro de Londres circulant sur les relations Uxbridge (ou Rayners Lane)  - Cockfosters.

Installations et desserte
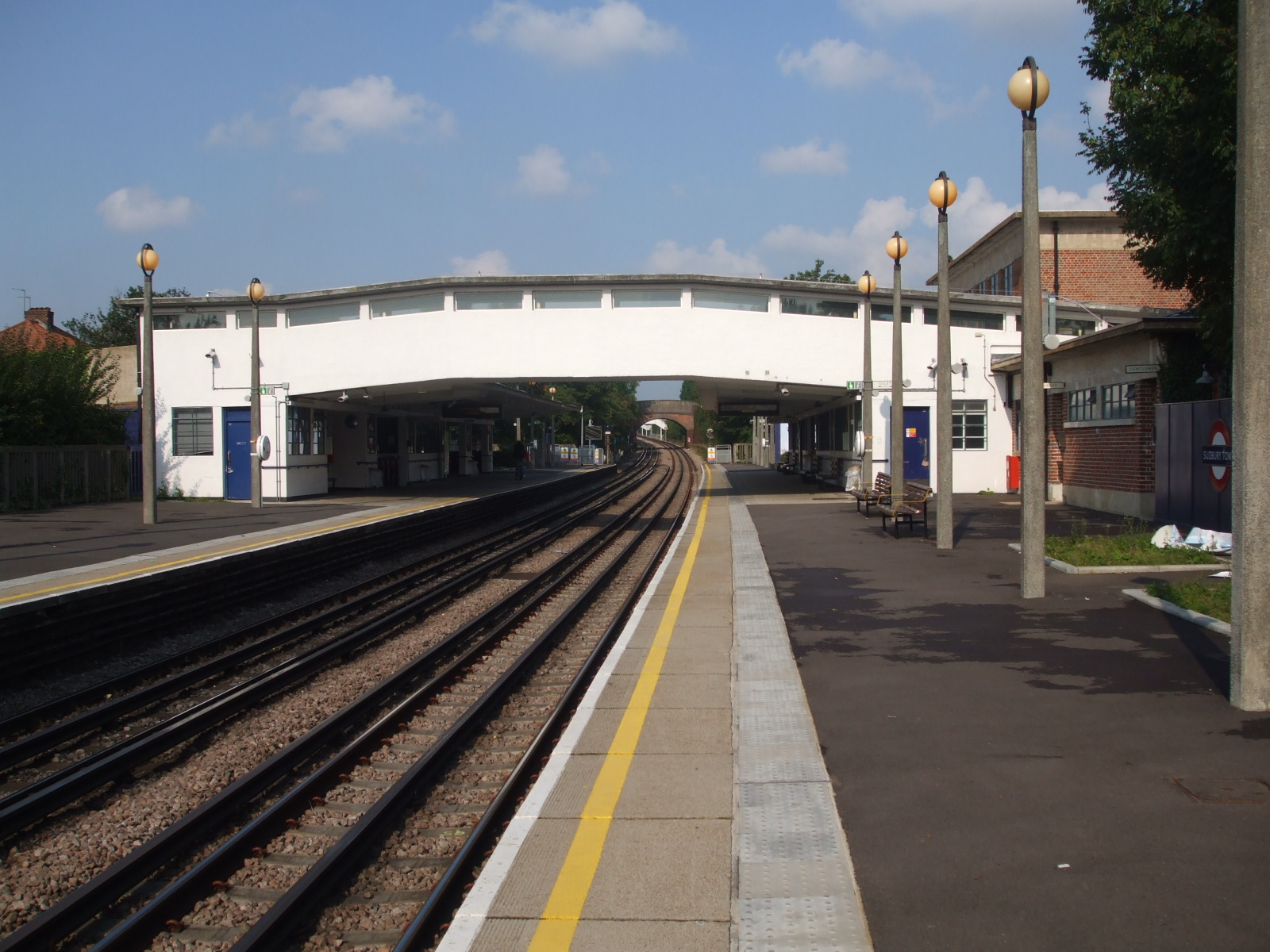
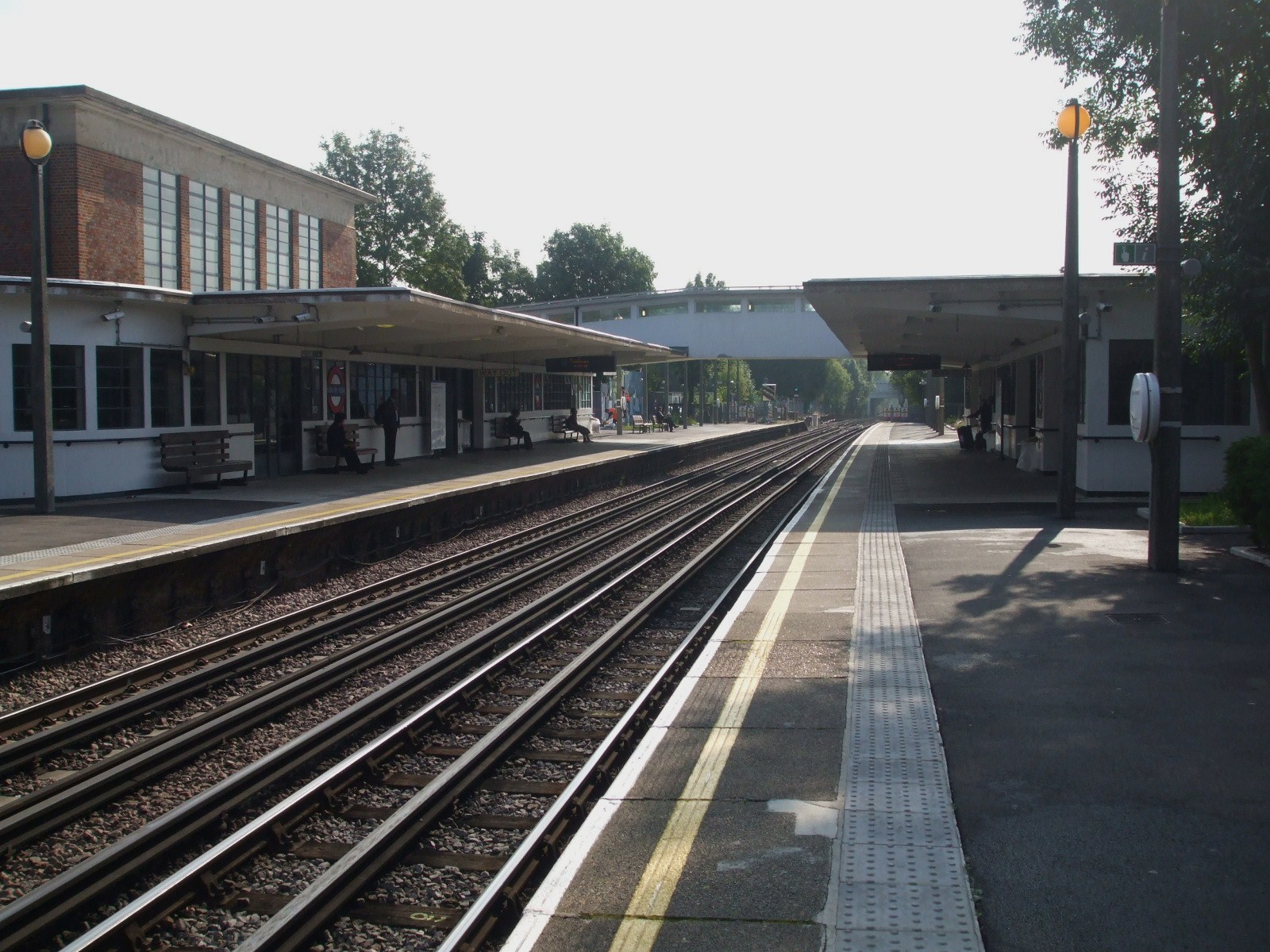
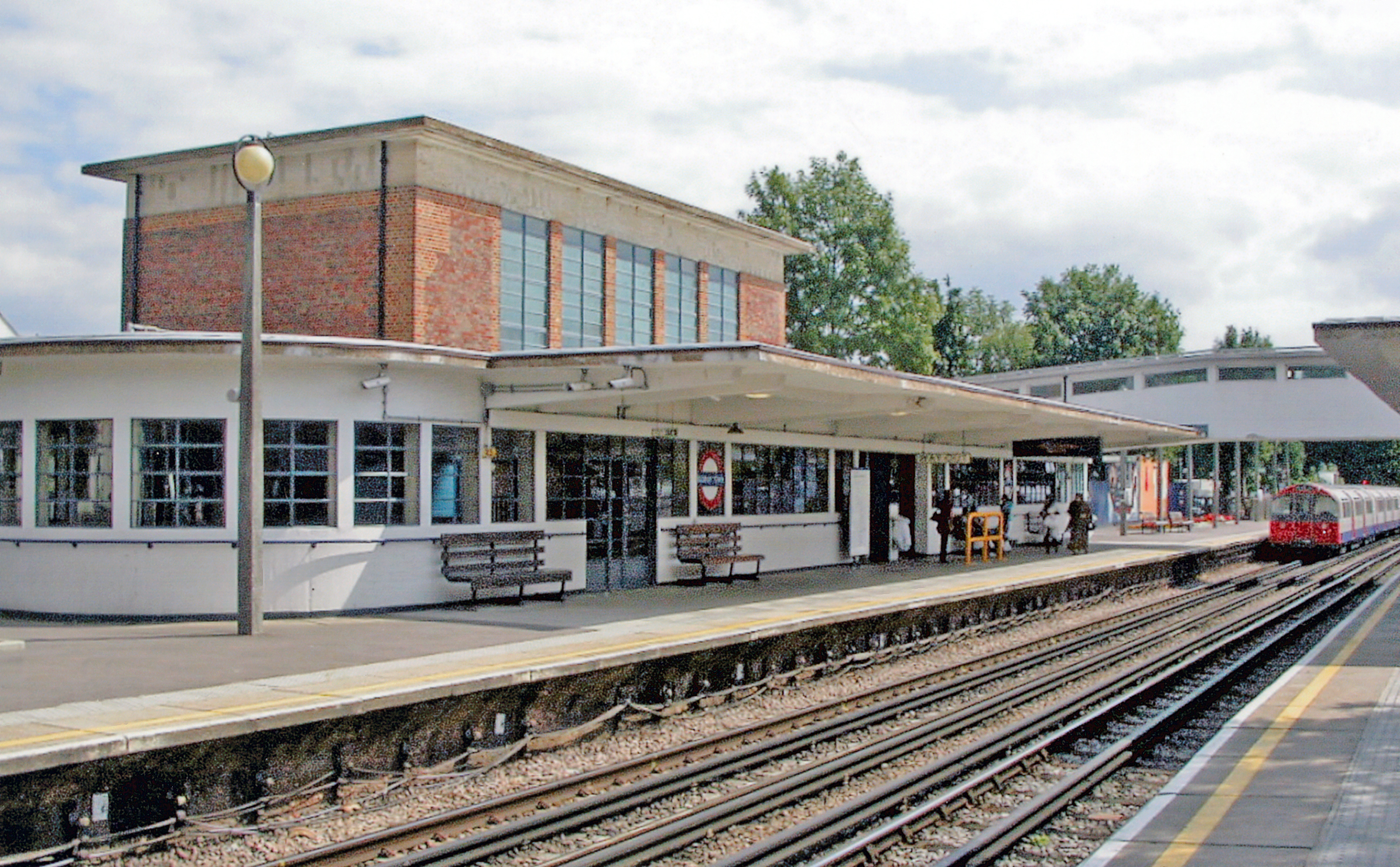

### Intermodalité
La station est desservie par des autobus de Londres de la ligne 204.

## Patrimoine ferroviaire
Son bâtiment, des années 1930, dû à l'architecte Charles Holden, est  un monument classé de Grade II en 1971. 

## À proximité
- Sudbury